# София Ягеллонка (1464—1512)
София Ягеллонка (пол. Zofia Jagiellonka; 6 мая 1464, Краков — 5 октября 1512, Ансбах) — польская принцесса династии Ягеллонов, супруга Фридриха I, маркграфа Бранденбург-Ансбаха и Байрейта.

## Биография
София была второй дочерью короля Польши Казимира IV и эрцгерцогини Елизаветы Габсбург. София была названа в честь бабушки по отцовской линии Софии Гольшанской. В 1468 году София была обручена с эрцгерцогом Максимилианом, сыном и наследником императора Фридриха Третьего. 8 апреля того же года епископ Оломоуц, представлявший интересы короля Венгрии Матьяша, просил руки Софии, но эти матримониальные планы провалились.
Неизвестно, когда именно начал переговоры о браке между Софией и Фридрихом I. Существует предположение, что идея могла возникнуть летом 1470 года, когда польские посланники посетил Бранденбург. В 1473 польские королевские представители провели переговоры о браке между Софией и Фридрихом, которые закончились подписанием официального обручения 7 декабря того же года.
Брак преследовал политические интересы: отец Софии Казимир, обеспокоенный ростом влияния императора Священной Римской империи Фридриха III, поддерживавшего князя Владислава в Чехии, искал союзников среди немцев. С другой стороны, курфюрст Альбрехт III, обеспокоенный растущей мощью венгерского короля Матьяша, угрожавшего занять некоторые его земли, решил искать союза с династией Ягеллонов.
14 февраля 1479 года София и Фридрих поженились во Франкфурте-на-Одере. По словам польского летописца Яна Длугоша, свадьба не была особенной и даже королевские придворные не пировали. Кроме того, сенаторы короля, рыцари и другие клирики, который приехали со своими дочерьми во Франкфурт, вряд ли получили подарки.
София умерла 5 октября 1512 года в Ансбахе. Она была похоронена в Хайльсброннском монастыре.

### Потомки
В браке у супругов родилось 17 детей:
- Елизавета (1480—1480)
- Казимир (1481—1527)
- Маргарита (1483—1532)
- Георг (1484—1543), женат трижды: на Беатрисе де Франгепан, на Гедвиге Мюнстерберг-Эльсской и Эмилии Саксонской
- София (1485—1537), замужем за Фридрихом II Легницким
- Анна (1487—1539), замужем за Вацлавом II Цешинским
- Барбара (1488—1490)
- Альбрехт (1490—1568), великий магистр Тевтонского ордена, герцог Пруссии, женат на Доротее Датской, затем на Анне Марии Брауншвейг-Каленберг-Гёттингенской
- Фридрих (1491—1497)
- Иоганн (1493—1525), вице-король Валенсии, женат на Жермене де Фуа
- Елизавета (1494—1518), замужем за Эрнстом Баден-Дурлахским
- Барбара (1495—1552), замужем за Георгом III Лейхтенбергским
- Фридрих (1497—1536), каноник вюрцбургский и зальцбургский
- Вильгельм (1498—1563), архиепископ Рижский
- Иоганн Альбрехт (1499—1550), архиепископ Магдебургский
- Фридрих Альбрехт (1501—1504)
- Гумпрехт (1503—1528), домицелларий Бамбергерский